# Октябрь 2011 года

Список событий октября 2011 года.

## События
- 1 октября
  - На Сейшельских Островах завершились трёхдневные парламентские выборы. Правящая Народная партия получила абсолютное большинство голосов и займёт все места в парламенте[1].
  - В Сан-Марино принесли присягу новые капитаны-регенты. Ими стали христианский демократ Габриэле Гатти и Маттео Фьорини от Народного альянса[2].
  - Полиция Нью-Йорка арестовала более 700 участников акции Захвати Уолл-Стрит, которые пытались пересечь Бруклинский мост[3].
  - Сенат Франции впервые возглавил представитель Социалистической партии Жан-Пьер Бель[4].
  - Начало переписи населения в Сербии и Македонии[5].
  - Премия Стерлинга была присуждена архитектору иракского происхождения Заха Хадид за здание средней школы в Лондоне[6].
  - В Северном Ледовитом океане начала работу дрейфующая станция «Северный полюс-39»[7].
- 2 октября
  - В ходе перестрелки в городе Зима Иркутской области четверо человек погибли и ещё трое получили ранения[8].
- 3 октября
  - В Дании сформировано трёхпартийное левоцентристское правительство, которое впервые возглавила женщина — Хелле Торнинг-Шмидт[9].
  - На островах Тувалу в связи с острой нехваткой питьевой воды введён режим чрезвычайного положения[10].
  - Брюс Бётлер, Жюль Офман и Ральф Штейнман стали лауреатами Нобелевской премии по медицине и физиологии[11].
- 4 октября
  - Сенат Гаити утвердил в качестве премьер-министра страны Гарри Кониля[12].
  - Лауреатами нобелевской премии по физике объявлены Сол Перлмуттер, Брайан Шмидт и Адам Рисс[13].
  - Свыше 70 человек погибли в Могадишо в результате террористического акта[14].
- 5 октября
  - Нобелевская премия по химии присуждена израильскому учёному Даниэлю Шехтману за открытие квазикристаллов[15].
  - В возрасте 56 лет скончался выдающийся изобретатель и бизнесмен, основатель и руководитель Apple Стивен Пол Джобс[16].
  - Финляндия объявила о строительстве АЭС Пюхяйоки, став первой страной в мире, объявившей о строительстве новых атомных станций после аварии на АЭС Фукусима I[17].
  - Министр внутренних дел РФ Рашид Нургалиев подписал указ о расширении полномочии Общественного совета при МВД[18].
  - Американский лидер Барак Обама впервые признал, что может проиграть президентские выборы 2012 года. Главной причиной своего вероятного провала Обама видит в том, что его команде так и не удалось справиться с экономическими проблемами и реализовать обещанные реформы[19].
  - Россия и Китай наложили вето на проект резолюции Совета Безопасности ООН, угрожавший Сирии введением санкций в случае продолжения подавления демонстраций[20].
  - У берегов Новой Зеландии на рифы натолкнулся контейнеровоз «Рена». Утечка мазута из корпуса судна грозит экологической катастрофой[21][22].
  - В Беларуси был запущен сайт благотворительного аукциона встреч MaeSens[23].
- 6 октября
  - Лауреатом Нобелевской премии по литературе стал шведский писатель Томас Транстрёмер[24].
  - В окружном суде Токио начался суд над бывшим лидером правящей Демократической партии Японии Итиро Одзавой[25].
- 7 октября
  - Пьер Дамьен Хабумуремьи назначен новым премьер-министром Руанды[26].
  - Нобелевская премия мира 2011 года присуждена совместно президенту Либерии Эллен Джонсон Серлиф, либерийской активистке Лейме Гбови и правозащитнице Таввакул Карман из Йемена[27].
- 8 октября
  - Чемпионат мира по фехтованию стартовал в итальянском городе Катания[28].
  - В Баку (Азербайджан) завершился 16-й чемпионат мира по боксу. Победу одержала сборная Украины[29].
  - В Токио (Япония) открылся XLIII чемпионат мира по спортивной гимнастике[30].
- 9 октября
  - Пол Маккартни женился в 3-й раз на американской предпринимательнице Нэнси Шевелл[31].
  - Себастьян Феттель стал двукратным чемпионом Формулы-1[32].
  - В Польше прошли парламентские выборы. Большинство голосов получила «Гражданская платформа» во главе с премьер-министром Дональдом Туском[33][34].
  - В Камеруне прошли президентские выборы[35].
  - В Парагвае прошёл референдум о поправках к конституции, позволяющих голосовать гражданам страны, живущим за рубежом[36].
  - В Египте вспыхнули волнения из-за конфликта между христианами-коптами и мусульманами. Погибло 24 человека, получили ранения около 200[37][38].
  - Начало всеобщей переписи населения в Италии[39].
- 10 октября
  - Лауреатами Нобелевской премии по экономике стали американцы Томас Сарджент и Кристофер Симс[40].
  - Около 200 афганских боевиков попытались пересечь границу с Пакистаном. В ходе завязавшейся перестрелки, погиб 1 пакистанский солдат и около 30 афганцев[41].
- 11 октября
  - Печерский суд Киева приговорил Юлию Тимошенко к семи годам лишения свободы за превышение премьерских полномочий при заключении контрактов на поставки газа из России в 2009 году[42].
  - Первый тур президентских и парламентских выборов состоялся в Либерии. Во второй тур президентских выборов прошли действующий президент Элен Джонсон-Серлиф и Уинстон Табмен от партии Конгресс за демократические перемены[43][44].
  - Сборная России по футболу победила сборную Андорры со счётом 6:0 и вышла в финальную часть чемпионата Европы 2012[45].
  - На Канарских островах начата эвакуация 547 жителей местечка Ла Рестинга из-за произошедшего неподалёку извержения подводного вулкана и возможного пробуждения вулкана на острове Иерро[46].
  - Система электронных платежей PayPal разрешила российским пользователям принимать средства на свои счета[47].
  - Власти Мьянмы объявили о начале амнистии, в том числе — осуждённым по политическим мотивам[48].
- 12 октября
  - Нигерийские пираты захватили экипаж танкера Cape Bird[49].
  - Совершено массовое убийство в городе Сил-Бич, пригороде Лос-Анджелеса: вооружённый злоумышленник ворвался в местную парикмахерскую и застрелил 8 человек[50].
- 13 октября
  - Землетрясение на Бали[51].
  - Основатель хедж-фонда Galleon Group Радж Раджаратнам, приговорён к 11 годам тюрьмы, это один из самых длительных сроков заключения, вынесенных по обвинению в инсайдерской торговле[52].
  - Король Бутана Джигме Кхесар Намгьял Вангчук женился на студентке Джецун Пема из семьи незнатного происхождения[53].
  - Генетики реконструировали геном возбудителя «Чёрной смерти».
  - 28 человек погибли в авиакатастрофе пассажирского самолёта Dash 8 в Папуа — Новой Гвинее[54].
  - В Тегеране (Иран) открылся XIV чемпионат Азии по гребле на байдарках и каноэ[55].
- 14 октября
  - В Триполи вспыхнул бой между сторонниками Муаммара Каддафи и отрядами Переходного национального совета[56].
  - Провалилась попытка итальянской оппозиции вынести вотум недоверия премьер-министру Италии Сильвио Берлускони[57].
  - В Гвадалахаре (Мексика) открылись 16-е Панамериканские игры[58].
- 15 октября
  - В Омане прошли выборы в Меджлис-шуру[59].
  - На чемпионате мира по фехтованию (Катания, Италия) саблистки сборной России завоевали золотые медали[60].
  - Нидерланды стали победителями 39-го чемпионата мира по бейсболу, впервые с 1938 года европейская страна получает этот титул[61].
- 16 октября
  - На Аландских островах прошли местные парламентские и муниципальные выборы[62][63].
  - В Лас-Вегасе во время заезда гонок серии «IZOD IndyCar» погиб двукратный победитель гонки «500 миль Индианаполиса» британский гонщик Дэн Уэлдон[64].
  - Минздрав России отменил перечень безрецептурных препаратов[65].
  - Австралийский гонщик Кейси Стоунер выиграл 16-й раунд чемпионата мира MotoGP Австралии и второй раз получил титул чемпиона мира[66].
  - На завершившемся в Катании (Италия) чемпионате мира по фехтованию первое общекомандное место заняла сборная Италии[67].
  - На завершившемся в Токио (Япония) XLIII чемпионат мира по спортивной гимнастике первое общекомандное место заняла сборная Китая[68].
- 17 октября
  - Король Иордании Абдалла II отправил в отставку премьер-министра Маруфа аль-Бахита[69].
  - Ушло в отставку правительство Мадагаскара во главе с премьер-министром Альбером Камилем Виталем[70].
  - В ходе столкновений в столице Йемена Сане между верными президенту Йемена Али Абдалле Салеху силами и перешедшими на сторону оппозиции военными погибло 8 человек[71].
- 18 октября
  - Боевики движения ХАМАС передали Израилю капрала Гилада Шалита, захваченного в 2006 году, в обмен на 1027 палестинских заключённых[72].
  - Вступил в должность новый премьер-министр Гаити Гарри Кониль[73].
  - Лига арабских государств предъявила Сирии ультиматум, угрожая санкциями, и дала две недели на проведение обещанных политических реформ[74].
  - Британский миллиардер Ричард Брэнсон торжественно открыл космодром, с которого запланированы старты суборбитальных космических кораблей его компании Virgin Galactic[75].
  - Подписан Договор о зоне свободной торговли в рамках СНГ[76].
  - Британский писатель Джулиан Барнс стал обладателем Букеровской премии 2011 года за роман «Ощущение конца»[77].
  - Инцидент с Boeing 727 в Тегеране: после отказа системы выпуска носового шасси самолёт компании Iran Air был вынужден совершить аварийную посадку, пострадавших нет.
- 19 октября
  - Кыргызстан присоединился к таможенному союзу России, Казахстана и Белоруссии[78].
- 20 октября
  - Во время штурма города Сирт был тяжело ранен, а затем убит лидер Ливии Муаммар Каддафи[79].
  - В Белоруссии (Поставский район) разбился вертолёт Eurocopter AS 355NP Госпогранкомитета РБ со съёмочной группой ТРО «Союз». Все пять человек (два члена экипажа и три члена съёмочной группы), находившихся на борту, погибли[80][81].
  - Белорусский рубль девальвирован на 52 %. Совокупная девальвация по отношению к доллару составила 189 % с начала года[82].
- 21 октября
  - В Кирибати прошли парламентские выборы[83].
  - Президент Словении Данило Тюрк распустил парламент страны и назначил внеочередные парламентские выборы на 4 декабря текущего года[84].
  - В Таиланде объявлено о введении режима чрезвычайной ситуации в связи с серьёзными наводнениями[85].
  - Первый запуск российской ракеты-носителя «Союз» с южноамериканского космодрома Куру[86].
  - На конгрессе в итальянском Больцано объявлено о расшифровке генома «Симилаунского человека» (Эци), старейшей мумии человека, обнаруженной в Европе[87].
- 22 октября
  - В Москве прошёл общегражданский митинг за свободные выборы, собравший около 2500 человек. Митинг был организован Партией народной свободы. На нём также выступили лидеры левых организаций и представители творческой интеллигенции[88].
- 23 октября
  - В Швейцарии прошли парламентские выборы. Наибольшее количество голосов набрала Народная партия — 26,8 %[89].
  - Премьер-министр Ямайки Брюс Голдинг ушёл в отставку. Его место занял министр образования Эндрю Холнесс[90].
  - Разрушительное землетрясение магнитудой 7,2, произошедшее на востоке Турции, привело к гибели, по меньшей мере, 601 человека и ранению 4152 человек[91].
  - Сборная Новой Зеландии выиграла Кубок мира по регби, победив французов 8:7[92].
  - Массовая авария в гонке MotoGP на Гран-при Малайзии, в результате которой получили травмы несколько человек и скончался гонщик Марко Симончелли[93].
  - Президентские выборы в Болгарии[94]. В первом туре победил Росен Плевнелиев; второй тур состоится 30 октября[95].
  - Первые свободные выборы в Национальный учредительный совет Туниса. Победу одержала исламистская Партия возрождения[96].
  - Парламентские и президентские выборы в Аргентине[97]. Президентом была переизбрана Кристина Киршнер[98].
  - Наводнение в Таиланде. Погиб 381 человек[99].
  - Переходный национальный совет Ливии объявил страну свободной от режима Муаммара Каддафи[100] и объявил День победы и освобождения[101].
- 24 октября
  - Король Иордании Абдалла II принял присягу нового правительства, которое возглавил юрист Аун аль-Хасауна[102].
  - Президент Сомали шейх Шариф Шейх Ахмед выразил неодобрение вторжению в Сомали кенийских военных, которые пересекли границу страны, преследуя боевиков из исламистской группировки «Аль-Шабаб»[103].
- 25 октября
  - Новое землетрясение магнитудой 5,5 произошло на территории Турции в 45 километрах к северо-востоку от города Ван[104].
  - Математики Университета Южной Калифорнии объявили о расшифровке манускрипта XVIII века, известного как шифр Копиала[105].
  - Вьетнамский подвид яванского носорога официально признан вымершим[106].
- 26 октября
  - Состоялась презентация первых телефонов фирмы Nokia на базе операционной системы Windows Phone 7 — смартфонов Lumia 800 и Lumia 710[107].
  - Наводнение в Таиланде. Затоплен Дон Мыанг, второй по величине аэропорт Таиланда[108].
- 27 октября
  - Совет присяги Саудовской Аравии избрал наследным принцем королевства 78-летнего министра внутренних дел Наифа ибн Абдул-Азиза Аль Сауда[109].
  - В результате двойного теракта в Багдаде погибли, по меньшей мере, 36 человек и 78 — получили ранения[110].
  - Выборы президента Ирландии[111]. Победу одержал Майкл Хиггинс[112].
  - Премию Сахарова 2011 года получили пять активистов «арабской весны»: Мохаммед Буазизи, Асма Махфуз, Ахмед аль-Сенусси, Разан Зейтуне и Али Ферзат[113].
- 28 октября
  - Премьер-министром переходного правительства на Мадагаскаре стал бывший посол при Евросоюзе Жан Омер Беризики[114].
  - Саммит Британского Содружества одобрил изменение Акта о престолонаследии, отменив правило преимущества престолонаследия по мужской линии[115].
  - Сильное землетрясение магнитудой 6,9, произошедшее вблизи побережья центрального Перу, привело к гибели, по меньшей мере, 1 человека и ранению 104-х человек[116].
  - В Москве после шестилетней реконструкции открылась историческая сцена Большого театра[117].
  - Исламистом Мевлидом Яшаревичем обстреляно посольство США в столице Боснии и Герцеговины — Сараево. Ранено двое полицейских, охранявших посольство, террорист также ранен и задержан[118].
- 29 октября
  - В Кабуле террорист-смертник взорвал себя на пути следования колонны сил НАТО. Погибли 13 американских военнослужащих и 4 мирных жителя[119].
  - Массовые акции протеста начались в пакистанском городе Лахоре. По разным данным, от 30 тысяч до 90 тысяч человек потребовали немедленной отставки президента страны Асифа Зардари[120].
  - Во Львове (Украина) открыт стадион Арена Львов для проведения матчей чемпионата Европы по футболу Евро-2012.
- 30 октября
  - В Кыргызстане прошли президентские выборы[121]. Победу одержал Алмазбек Атамбаев[122].
  - Второй тур президентских выборов в Болгарии[123]. Победу одержал Росен Плевнелиев[124].
- 31 октября
  - В столице Алжира торжественно открыт второй в Африке метрополитен[125].
  - Генсек НАТО Андерс Фог Расмуссен объявил о завершении военной операции в Ливии[126].
  - Главой переходного правительства Ливии избран Абдель Рахим аль-Киб[127].
  - Американский беспилотный самолёт нанёс авиаудар по пакистанскому городу Мираншаху, в результате чего 3 человека погибли. Днём ранее американская авиация нанесла удар по городу Датта-Хель, 6 человек были убиты и двое ранены[128].
  - Акции протеста продолжаются в Лахоре. 75.000 митингующих требуют отставки президента страны и прекращения американских бомбардировок Пакистана. В город стали приезжать люди из Хайбер-Пахтунхвы и Зоны Племён, они присоединяются к митингующим и перекрывают улицы города. Это крупнейший митинг в городе с 1986 года[129].
  - Согласно расчётам Фонда народонаселения ООН, на Земле родился семимиллиардный житель[130].
  - Палестина стала членом ЮНЕСКО[131], в ответ на это США, Канада и Израиль приостановили выделение средств для этой организации[132].